# 159215 Apan
159215 Apan è un asteroide della fascia principale. Scoperto nel 2005, presenta un'orbita caratterizzata da un semiasse maggiore pari a 2,2234274 UA e da un'eccentricità di 0,1163127, inclinata di 8,01605° rispetto all'eclittica.
L'asteroide è dedicato all'Associazione Provinciale Astrofili Novaresi che gestisce l'Osservatorio astronomico di Suno presso cui è avvenuta la scoperta.